# جهان آباد (مقاطعة دورود)
جهان‌آباد (بالفارسية: جهان‌آباد) هي قرية تقع في قسم سيلاخور الريفي (مقاطعة دورود) في إيران. يقدر عدد سكانها بـ 95 نسمة .